# Pulnoy
Pulnoy est une commune française située dans le département de Meurthe-et-Moselle, en région Grand Est.

## Géographie

### Localisation
Située sur la rive droite de la Meurthe, Pulnoy est distante de 7 km de la place Stanislas et du centre de l'agglomération de Nancy. La commune possède une superficie de 374 ha (3,74 km2), dont 180 ha (1,8 km2) sont urbanisés. Pulnoy compte également 194 ha (1,94 km2) d'espaces verts publics, avec notamment un golf, des forêts, des champs cultivés et des prairies naturelles. La ville est dotée d'équipements sportifs, culturels et commerciaux ; ainsi que des espaces verts, un plan d'eau (le Val de Masserine), un massif forestier avec parcours de santé et un sentier botanique.
| Essey-lès-Nancy     | Seichamps           | Laneuvelotte |
| Essey-lès-Nancy     | Pulnoy              | Cerville     |
| Saulxures-lès-Nancy | Saulxures-lès-Nancy | Cerville     |

### Hydrographie
La commune est dans le bassin versant du Rhin au sein du bassin Rhin-Meuse. Elle est drainée par le ruisseau de Gremillon,.

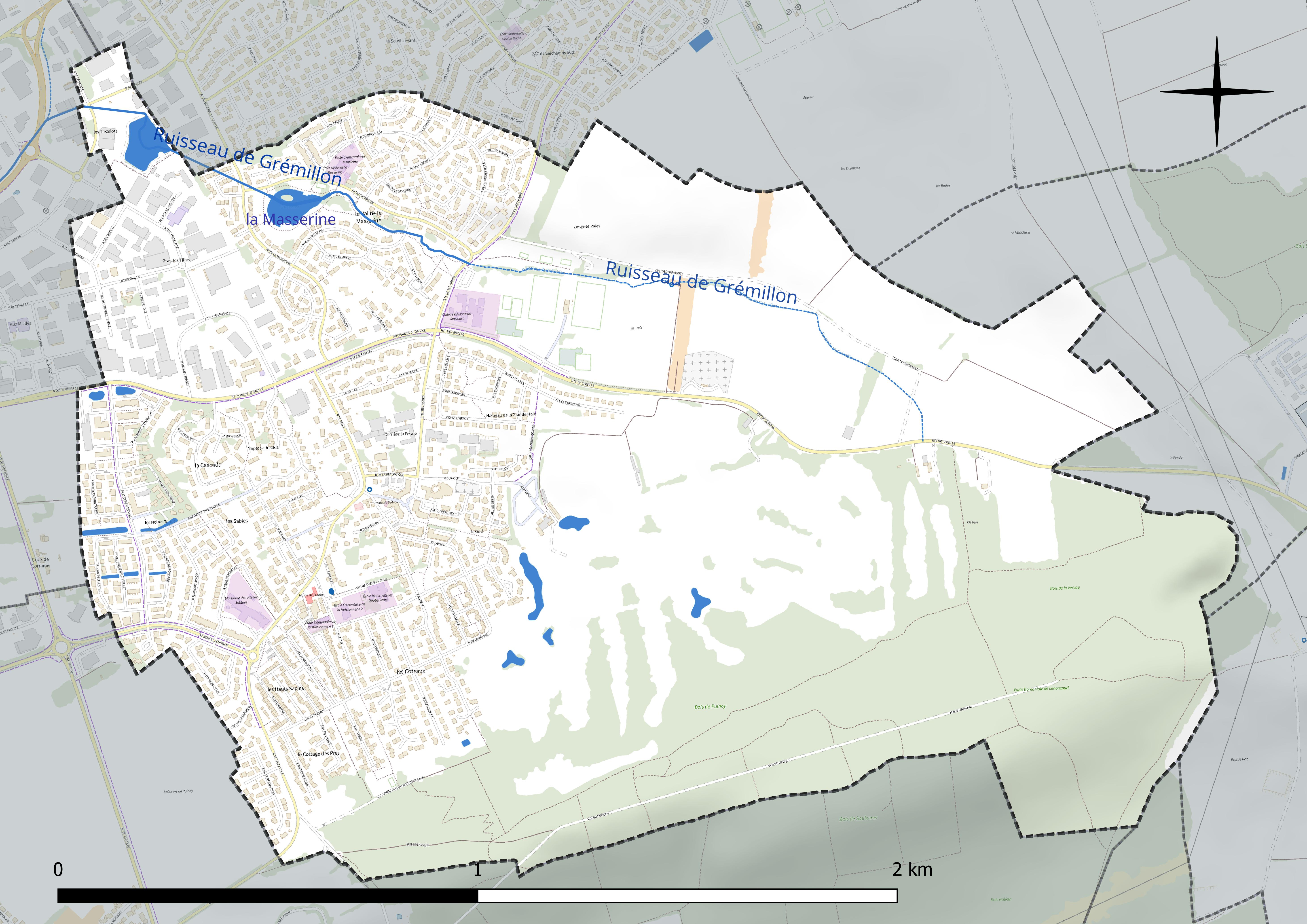
Réseau hydrographique de Pulnoy.

Un plan d'eau complète le réseau hydrographique : la Masserine (0,7 ha),.

### Climat
Pour des articles plus généraux, voir Climat du Grand Est et Climat de Meurthe-et-Moselle.
En 2010, le climat de la commune est de type climat océanique dégradé des plaines du Centre et du Nord, selon une étude du Centre national de la recherche scientifique s'appuyant sur une série de données couvrant la période 1971-2000. En 2020, Météo-France publie une typologie des climats de la France métropolitaine dans laquelle la commune est exposée à un climat semi-continental et est dans la région climatique  Lorraine, plateau de Langres, Morvan, caractérisée par un hiver rude (1,5 °C), des vents modérés et des brouillards fréquents en automne et hiver. 
Pour la période 1971-2000, la température annuelle moyenne est de 9,8 °C, avec une amplitude thermique annuelle de 17 °C. Le cumul annuel moyen de précipitations est de 793 mm, avec 11,8 jours de précipitations en janvier et 9,4 jours en juillet. Pour la période 1991-2020, la température moyenne annuelle observée sur la station météorologique de Météo-France la plus proche, « Nancy-Essey », sur la commune de Tomblaine à 4 km à vol d'oiseau, est de 11,0 °C et le cumul annuel moyen de précipitations est de 746,3 mm. 
La température maximale relevée sur cette station est de 40,1 °C, atteinte le 24 juillet 2019 ; la température minimale est de −24,8 °C, atteinte le 21 février 1956,,. 
| Mois                                  | jan.             | fév.             | mars             | avril           | mai             | juin           | jui.          | août           | sep.            | oct.            | nov.             | déc.             | année      |
| ------------------------------------- | ---------------- | ---------------- | ---------------- | --------------- | --------------- | -------------- | ------------- | -------------- | --------------- | --------------- | ---------------- | ---------------- | ---------- |
| Température minimale moyenne (°C)     | −0,2             | 0                | 2,1              | 4,5             | 8,7             | 12,2           | 14,2          | 13,9           | 10,2            | 7,1             | 3,4              | 1                | 6,4        |
| Température moyenne (°C)              | 2,6              | 3,5              | 6,9              | 10,2            | 14,2            | 17,9           | 20            | 19,6           | 15,6            | 11,3            | 6,4              | 3,5              | 11         |
| Température maximale moyenne (°C)     | 5,4              | 7,1              | 11,6             | 15,8            | 19,8            | 23,5           | 25,8          | 25,4           | 20,9            | 15,5            | 9,4              | 6                | 15,5       |
| Record de froid (°C) date du record   | −21,6 13.01.1968 | −24,8 21.02.1956 | −15,9 04.03.1965 | −6,8 02.04.1958 | −4,2 03.05.1960 | 1,6 05.06.1953 | 2 01.07.1962  | 2,8 26.08.1966 | −1,3 24.09.1948 | −7,9 27.10.1950 | −12,7 23.11.1998 | −21,3 30.12.1939 | −24,8 1956 |
| Record de chaleur (°C) date du record | 16,8 05.01.1999  | 20,8 27.02.19    | 26 31.03.21      | 29,3 18.04.1949 | 33 28.05.17     | 37,2 26.06.19  | 40,1 24.07.19 | 39,3 08.08.03  | 34,4 15.09.20   | 27,6 13.10.23   | 22,7 02.11.20    | 18,5 16.12.1989  | 40,1 2019  |
| Ensoleillement (h)                    | 524              | 801              | 1 396            | 1 812           | 2 056           | 2 235          | 2 348         | 2 194          | 1 719           | 1 046           | 521              | 432              | 17 083     |
| Précipitations (mm)                   | 64,4             | 54,8             | 54,1             | 44,3            | 67,9            | 56             | 63            | 67,2           | 61,1            | 66,5            | 68,9             | 78,1             | 746,3      |

| Diagramme climatique                                  |          |             |             |             |            |            |              |              |             |            |        |
| J                                                     | F        | M           | A           | M           | J          | J          | A            | S            | O           | N          | D      |
| 5,4−0,264,4                                           | 7,1054,8 | 11,62,154,1 | 15,84,544,3 | 19,88,767,9 | 23,512,256 | 25,814,263 | 25,413,967,2 | 20,910,261,1 | 15,57,166,5 | 9,43,468,9 | 6178,1 |
| Moyennes : • Temp. maxi et mini °C • Précipitation mm |          |             |             |             |            |            |              |              |             |            |        |

Les paramètres climatiques de la commune ont été estimés pour le milieu du siècle (2041-2070) selon différents scénarios d'émission de gaz à effet de serre à partir des nouvelles projections climatiques de référence DRIAS-2020. Ils sont consultables sur un site dédié publié par Météo-France en novembre 2022.

### Milieux naturels et biodiversité

#### Bois de Pulnoy
Pulnoy compte un seul bois et plein de champs abritant des cerfs des renards des écureuils des sangliers...

#### Flore du bois
Dans une partie du bois, on peut trouver des framboises sauvages, quelques sapins...

## Urbanisme

### Typologie
Au 1er janvier 2024, Pulnoy est catégorisée grand centre urbain, selon la nouvelle grille communale de densité à sept niveaux définie par l'Insee en 2022.
Elle appartient à l'unité urbaine de Nancy, une agglomération intra-départementale regroupant 28  communes, dont elle est une commune de la banlieue,,. Par ailleurs la commune fait partie de l'aire d'attraction de Nancy, dont elle est une commune du pôle principal,. Cette aire, qui regroupe 353 communes, est catégorisée dans les aires de 200 000 à moins de 700 000 habitants,.

### Occupation des sols
L'occupation des sols de la commune, telle qu'elle ressort de la base de données européenne d’occupation biophysique des sols Corine Land Cover (CLC), est marquée par l'importance des territoires artificialisés (53,8 % en 2018), en augmentation par rapport à 1990 (33,6 %). La répartition détaillée en 2018 est la suivante : zones urbanisées (34,4 %), forêts (26,8 %), espaces verts artificialisés, non agricoles (13,5 %), prairies (12,8 %), terres arables (6,6 %), zones industrielles ou commerciales et réseaux de communication (5,9 %). L'évolution de l’occupation des sols de la commune et de ses infrastructures peut être observée sur les différentes représentations cartographiques du territoire : la carte de Cassini (XVIIIe siècle), la carte d'état-major (1820-1866) et les cartes ou photos aériennes de l'IGN pour la période actuelle (1950 à aujourd'hui).

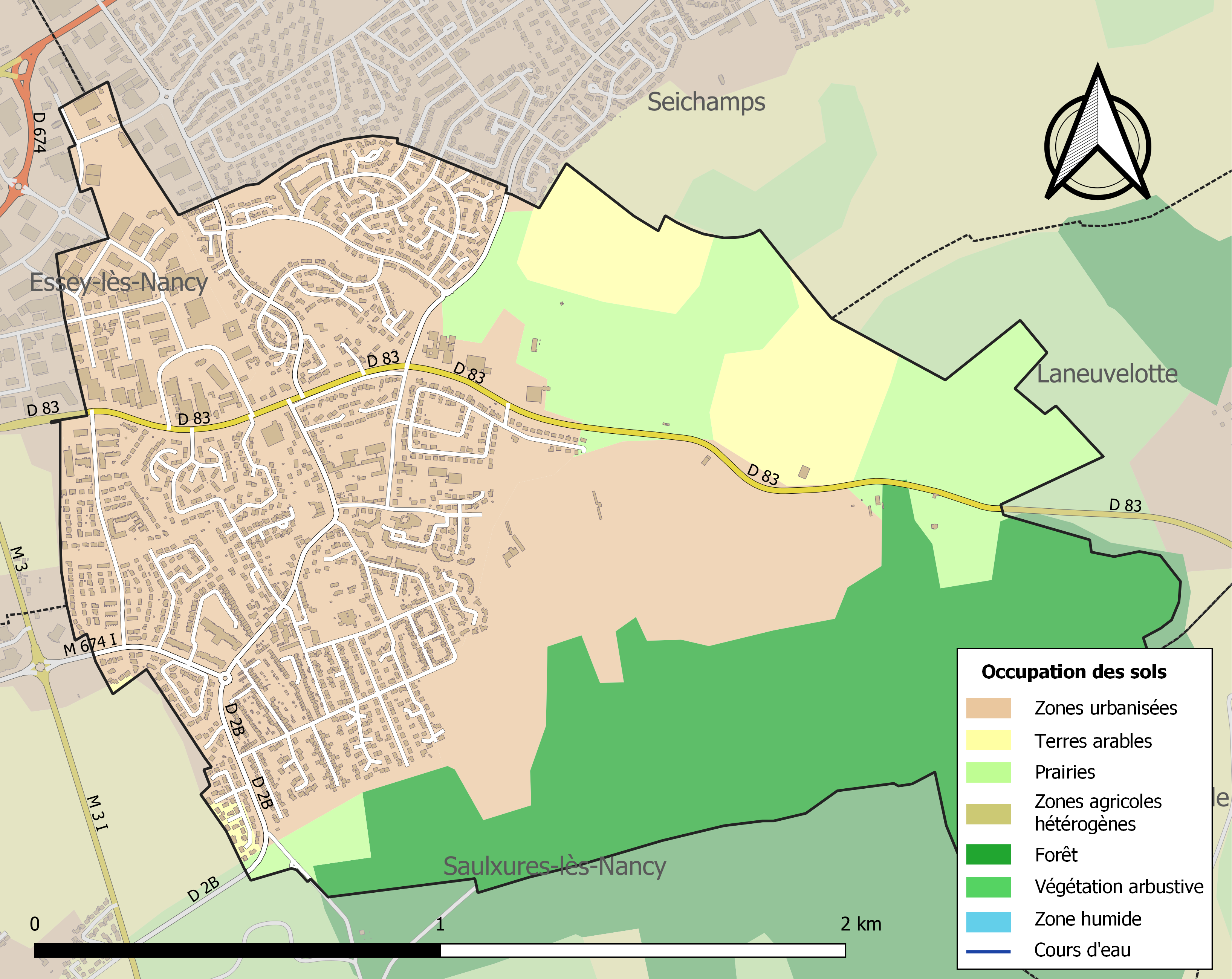
Carte des infrastructures et de l'occupation des sols de la commune en 2018 (CLC).

## Transports en commun
Pulnoy est reliée au Grand Nancy grâce aux lignes du réseau de transport de l'agglomération nancéienne appelé Réseau Stan :
- Tempo 3 : Seichamps Haie Cerlin - Villers Campus Sciences
- Ligne 15 : Essey Porte Verte - Nancy Place Carnot
- Ligne 22 : Essey Porte Verte - St Max Gérard Barrois
- Ligne 31 : Essey La Fallée - Seichamps Haie Cerlin

Des pistes cyclables permettent de rejoindre le centre de Nancy en toute sécurité.

## Toponymie
Le nom de la localité est attesté sous les formes Villa Purneriaca (1027) ; Pullenetum (1342) ; Purneroy (1238) ; Purgnereyum (1402) ; Villa de Purnelz (1450) ; Pugneroy (1420) ; Puneroy (1424) ; Punerot (1529) ; Pullegnois (1553) ; Pullenois (1600) ; Pullenoy (1782).

Peut-être de l'oïl pruneraie « lieu planté de pruniers », remplacé au XIIIe siècle par l'équivalent masculin : *prunerai, *pruneroi, puis par prunaie, *prunai de même sens.

## Histoire

### Antiquité
Pulnetum viendrait d'un élevage de poulains durant l'époque gallo-romaine. La voie romaine reliant le Donon et Scarpone passait sur la commune.

### Moyen Âge
Le village (Purneriaca) est donné à l’abbaye bénédictine de Bouxières-aux-Dames, la charte d'affranchissement est faite en 1293.
Le fief de Pulnoy relevait de la châtellenie et du bailliage de Nancy.

### Renaissance
La châtellenie date de 1555, en 1585 Pullenoy est racheté par Nicolas, un commis des Finances, avec tous les droits que Charles II de Lorraine possédait sur le territoire.
La peste de 1630 à 1637 ravagea la population, en effet un seul habitant résista, elle connut aussi une variole en 1723.

### Depuis la Révolution
Un régiment bavarois est logé et entretenu pendant un an après la bataille de Waterloo (1815), en 1889, la commune comptait 111 habitants et 32 maisons. Pulnoy fut occupée par les Allemands de 1870 à 1873. Ce n'est qu’en 1962 que commença l'urbanisation.

## Politique et administration

### Tendances politiques et résultats
Lors du 2e tour de l'élection présidentielle à Pulnoy, Emmanuel Macron (En Marche!) arrive en tête du scrutin, avec 65,3 % des suffrages exprimés. A la deuxième place Marine Le Pen (FN) recueille un score de 34,7 %.
Emmanuel Macron (En Marche!) était également en tête dans la commune de Pulnoy après le 1er tour et avait reçu 25,56 % des votes.
On décompte 6,53 % de votes blancs parmi les votants.

### Liste des maires
| Période                                  | Période      | Identité         | Étiquette    | Qualité                                                                             |
| ---------------------------------------- | ------------ | ---------------- | ------------ | ----------------------------------------------------------------------------------- |
| Les données manquantes sont à compléter. |              |                  |              |                                                                                     |
| 1908                                     | 1925         | Joseph Bottelin  |              |                                                                                     |
| 1925                                     | 1927         | Paul Quenette    |              |                                                                                     |
| 1927                                     | 1929         | Albert Godfrind  |              |                                                                                     |
| 1929                                     | 1944         | Emile Comte      |              |                                                                                     |
| 1944                                     | 1960         | Robert Comte     |              |                                                                                     |
| 1960                                     | 1969         | Armand Tosetto   |              |                                                                                     |
| 1969                                     | 1977         | Bernard Bonvalot |              |                                                                                     |
| mars 1977                                | 1981 (décès) | Roger Galmiche   |              |                                                                                     |
| 1981                                     | mars 1983    | Louis Muller     |              |                                                                                     |
| mars 1983                                | mars 2014    | Gérard Royer     | UMP puis UDI | Conseiller général du canton de Seichamps (1998-2011) Vice-président du Grand Nancy |
| mars 2014                                | mai 2020     | Michelle Piccoli | UDI          | Vice-président du Grand Nancy                                                       |
| mai 2020                                 | En cours     | Marc Ogiez       | DVD          |                                                                                     |

### Jumelages
Gau-Odernheim (Allemagne).

## Population et société

### Démographie
Pulnoy ne comprenait en 1931 que 85 habitants.

L'évolution du nombre d'habitants est connue à travers les recensements de la population effectués dans la commune depuis 1793. Pour les communes de moins de 10 000 habitants, une enquête de recensement portant sur toute la population est réalisée tous les cinq ans, les populations de référence des années intermédiaires étant quant à elles estimées par interpolation ou extrapolation. Pour la commune, le premier recensement exhaustif entrant dans le cadre du nouveau dispositif a été réalisé en 2005.

En 2022, la commune comptait 5 123 habitants, en évolution de +8,72 % par rapport à 2016 (Meurthe-et-Moselle : −0,13 %, France hors Mayotte : +2,11 %).
| 1793 | 1800 | 1806 | 1821 | 1831 | 1836 | 1841 | 1846 | 1851 |
| ---- | ---- | ---- | ---- | ---- | ---- | ---- | ---- | ---- |
| 98   | 81   | 83   | 94   | 90   | 128  | 124  | 136  | 125  |

| 1856 | 1861 | 1872 | 1876 | 1881 | 1886 | 1891 | 1896 | 1901 |
| ---- | ---- | ---- | ---- | ---- | ---- | ---- | ---- | ---- |
| 118  | 120  | 147  | 115  | 115  | 111  | 108  | 101  | 110  |

| 1906 | 1911 | 1921 | 1926 | 1931 | 1936 | 1946 | 1954 | 1962 |
| ---- | ---- | ---- | ---- | ---- | ---- | ---- | ---- | ---- |
| 98   | 94   | 88   | 92   | 85   | 87   | 86   | 112  | 176  |

| 1968 | 1975  | 1982  | 1990  | 1999  | 2005  | 2006  | 2010  | 2015  |
| ---- | ----- | ----- | ----- | ----- | ----- | ----- | ----- | ----- |
| 901  | 1 657 | 3 215 | 4 031 | 4 751 | 4 388 | 4 649 | 4 486 | 4 474 |

| 2020  | 2022  | - | - | - | - | - | - | - |
| ----- | ----- | - | - | - | - | - | - | - |
| 5 135 | 5 123 | - | - | - | - | - | - | - |

### Enseignement
Nombre d’établissements :

#### Écoles maternelles
- École maternelle Les 4-vents
- École maternelle Masserine

#### Écoles primaires
- École élémentaire la Masserine
- École élémentaire la Moissonnerie

#### Collège
- Collège Edmond-de-Goncourt

### Manifestations culturelles et festivités
Les associations pulnéennes proposent aux habitants de la commune de multiples activités de loisirs (philatélie, modélisme, club des chiffres et des lettres, poterie, arts du cirque, peinture, etc.).
La Maison des jeunes, permet de nombreuses activités le mercredi et durant les vacances.

### Santé
Un secteur résidentiel intègre un habitat pour une population âgée ou à mobilité réduite autour d'un centre gérontologique et regroupant les services que peuvent attendre ces personnes.

### Sports
- En 1932, un grave accident a lieu sur la commune durant le Grand Prix automobile de Lorraine[27].
- Le golf public de Nancy-Pulnoy s'étend sur 70 hectares avec des parcours 9 trous et 18 trous, un practice - green d'entraînement, un club-house et une boutique-restaurant. Le golf participe au rayonnement national et international de Pulnoy ainsi qu'à sa réputation de "banlieue verte" au sein de l'agglomération nancéienne.
- Le complexe sportif Jacques-Anquetil regroupe des activités sportives : gymnase, dojo, 2 courts de tennis plein-air, 2 courts de tennis couverts, 2 terrains de football (stabilisé et honneur), espaces pétanque, terrain de volley-ball.
- De nombreuses aires de jeux libres (vélo cross, football, basket-ball, volley-ball, rampe de skate-board) et un parcours de santé dans la forêt complètent les équipements sportifs de la ville.
- Un plan d'eau (plan d'eau de la Masserine) de 8 000 m2, au milieu d'un espace vert de 2 hectares.

## Économie
La Porte Verte, pôle de commerce et d'activités, repartie sur les communes de Pulnoy et Essey-lès-Nancy, abrite de nombreuses activités (vie artisanale, PME, PMI, hébergement, restauration, services, commerces, 10 directions régionales, etc.).
Un bureau de poste, deux boulangeries, de nombreux cabinets de professionnels de santé (médecins, dentistes, kinésithérapeutes, etc.), deux pharmacies, une clinique vétérinaire, des artisans, un bar-tabac, deux pizzerias, des salons de coiffure, etc., complètent le panel des services disponibles aux Pulnéens.

## Culture locale et patrimoine

### Lieux et monuments
- Mobilier gallo-romain IIe siècle, trouvé en 1978.
- Église Saint-Quentin, bâtie au XVIIe siècle reconstruite en 1855 et agrandie au début des années 1990, possède 220 places : éléments funéraires XVIIIe de l'ancien cimetière, scellés dans les murs extérieurs.

### Patrimoine culturel
Forte de 39 associations, Pulnoy abrite une chorale, une école de musique, une bibliothèque municipale et une troupe de théâtre. La localité  compte un centre socioculturel constitué d'une salle polyvalente de 600 m2 avec scène, régie, office équipé et de salles annexes disposées autour d'un patio.
La salle des "4-Vents", accueille de 35 à 140 personnes pour des fêtes de famille (cuisine équipée).

### Héraldique
| Blason de Pulnoy | Blason  | Coupé d'argent au léopard de sable, allumé et lampassé d'or, et d'azur à la croix recroisetée et alésée d'or. |
| Blason de Pulnoy | Détails | Jean de Pulenois au service du Cardinal de Lorraine fut anobli en 1555. Il portait d'azur à une croix recroisetée d'or au chef d'argent chargé d'un léopard de sable. Son fils cadet, Mengin, au service du duc Charles III, fut anobli en 1567 et c'est son blason qui est utilisé par la commune de Pulnoy. Cette famille s'éteignit en 1654 avec le petit fils de Mengin, François Charles, colonel de cavalerie de Charles IV duc de Lorraine. |